# العالم المفقود (رواية)
العالم المفقود (بالإنجليزية: The Lost World) هي رواية صدرت في عام 1912 بقلم السير آرثر كونان دويل وتدور حول رحلة استكشافية إلى هضبة في حوض الأمازون في أمريكا الجنوبية حيث لا تزال حيوانات ما قبل التاريخ (الديناصورات والمخلوقات المنقرضة الأخرى) على قيد الحياة. وقد نشرت أصلا بشكل مسلسل في مجلة ستراند الشعبية بين شهري أبريل ونوفمبر 1912 وبرسوم الفنان نيو زيلندي المولد هاري راونتري. وتم تقديم شخصية الأستاذ تشالنجر في هذا الكتاب. وتصف الرواية أيضا الحرب بين السكان الأصليين وقبيلة شرسة من مخلوقات تشبه القرود.